# فولفرست
فولفرست (به لاتین: Fulfirst) یک کوه در سوئیس است که در کانتون سنت گالن واقع شده‌است. فولفرست ۲٬۳۸۴ متر بالاتر از سطح دریا واقع شده‌است.